# Гонартроза
Гонартроза е артроза на колянната става и е втората най-разпространена форма на артрозата. Заболяването се развива най-често при жените, особено у тези с наднормена телесна маса. Първичният неинфламаторен процес се последствува от иритация на синовията. Чрез хронични процеси на дегенерация се стига до промени в ставната капсула, костите и мускулите.

## Патогенеза
Реакция на несъответствие между способност за натоварване и локално натоварване.

## Етиология
- Първична гонартроза – идиопатична, взаимодействие на нутриционни, хормонални, генетични и възрастови фактори.
- Вторична гонартроза – при нарушения на оста (Х или О), при състояние след менискектомия, след имобилизация, посттравматична, при нарушения в обмяната на веществата, при нестабилност, наранявания на хрущяла, при колагеноза и хемофилия.

## Стадии
1. Изостряне на интеркондиларната еминенция и на ръба на пателата.
2. Шипове на тибията, леко стесняване на ставната цепка, започваща деформация на фемура, умерена субхондрална склероза.
3. Намаляване на ставната цепка наполовина, остеофити и на фемура, остеофити на пателата.
4. Изразено стесняване на ставната цепка, цистични промени до костна деструкция, сублухация между фемур и тибия.

## Клинична картина
- Болка в ставата при движение и натоварване, по-късно болки в покой и през нощта.
- Чувство на скованост, склонност към оток, болки при промяна на времето.
- Инактивитетна атрофия.
- Блокади чрез corpora libera.

Налице е бавна прогредиенция на симптоматиката. Движението нагоре по стълбите се удава по-лесно от това надолу, за разлика от коксартрозата.
При активирана артроза болки при движение и покой, вътреставен излив, затопляне на ставата, високостепенно нарушение на подвижността.

## Принципи на терапията
- Отбременяване (намаляване на теглото, избягване на натоварвания на ставата).[1]
- Аналгетици, противовъзпалителни, охлаждане.
- Отстраняване на преартротичните изменения.
- Нормализиране на теглото.
- Лечение на флебоартротичния симптомокомплекс.

Ако пациентът страда от статични аномалии с отклонения в нормалните съотношения на осите, е нужно в началните етапи на развитието на гонартрозата да се прибегне към коригиращи остеотомии.

## Консервативно лечение
Винаги се започва с консервативна терапия. Важно е движението и увеличаването на мускулната маса. Прилагат се лекарства с противовъзпалително и аналгетично действие, миотонолитици, средства за подобряване трофиката на хрущяла. Лечебната физкултура се допълва от електротерапия, балнеотерапия и инфилтрации. Възможно е прилагането на ортопедична техника – бастун, промяна на петата на обувката, коригиращи подложки при варусна или валгусна деформация.

## Оперативно лечение
Индикация за оперативно лечение се слага при отказване на консервативното. Прилагат се следните методи:
- артроскопски дебридмент;
- абразионна хондропластика;
- мозаечна (хрущялна) пластика при ограничени дефекти;
- коригираща остеотомия;
- алоартропластика.